# Manta FC
Der Manta Fútbol Club, kurz Manta FC genannt, ist ein Fußballverein mit Sitz in Manta, Ecuador. Seine Heimspiele trägt der Verein im Estadio Jocay aus. Der lokale Stadtrivale ist der Delfín Sporting Club.

## Geschichte
Manta wurde 1998 nach dem Kauf der Franchise-Rechte des aufgelösten Manta Sport gegründet. Von 1999 bis 2001 spielte der Verein in der Segunda Categoría, der dritthöchsten Spielklasse des ecuadorianischen Ligasystems, bevor er 2002 in die Serie B aufstieg. Manta schaffte 2003 zum ersten Mal den Aufstieg in die Serie A, beendete die Saison jedoch als letzter der Abschlusstabelle und stieg wieder in die Serie B ab, wo der Verein die nächsten sechs Spielzeiten verbrachte. 2009 kehrte der Verein in die Serie A zurück, konnte aber keine Titel erringen und stieg 2014 wieder ab.
Im Jahr 2020 stieg der Verein nach 7 Jahren Abwesenheit wieder in die ecuadorianische Serie A auf, stieg allerdings nach einem Jahr wieder ab.
Seit 2021 spielt der Verein wieder in der Serie B und belegte im Jahr 2023 den vierten Tabellenplatz. Im Folgejahr gelang Manta als Tabellenzweiter die Rückkehr in die Serie A.

## Erfolge
- Serie B: 2008[5]

## Bekannte Spieler
- Narciso Mina (2008)
- Roberto Mina (2012)
- Christian Lara (2012–2013)